# Theodor Pyl (Historiker)

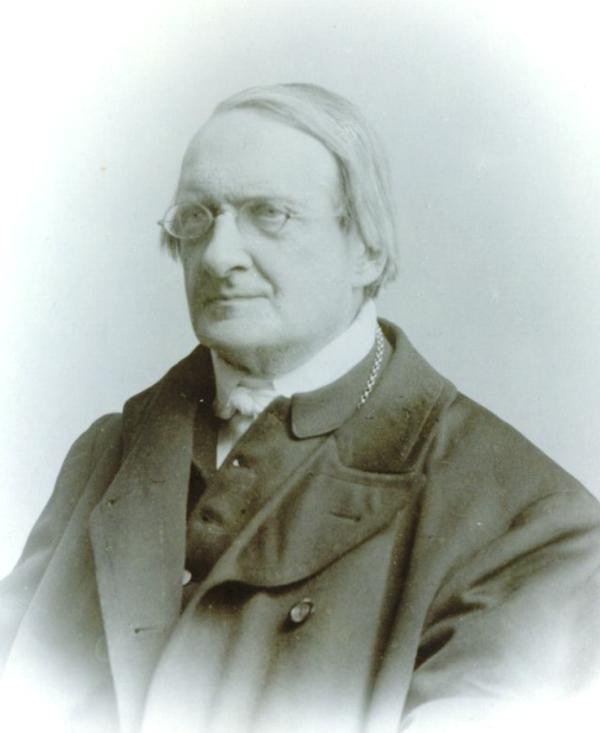
Theodor Pyl

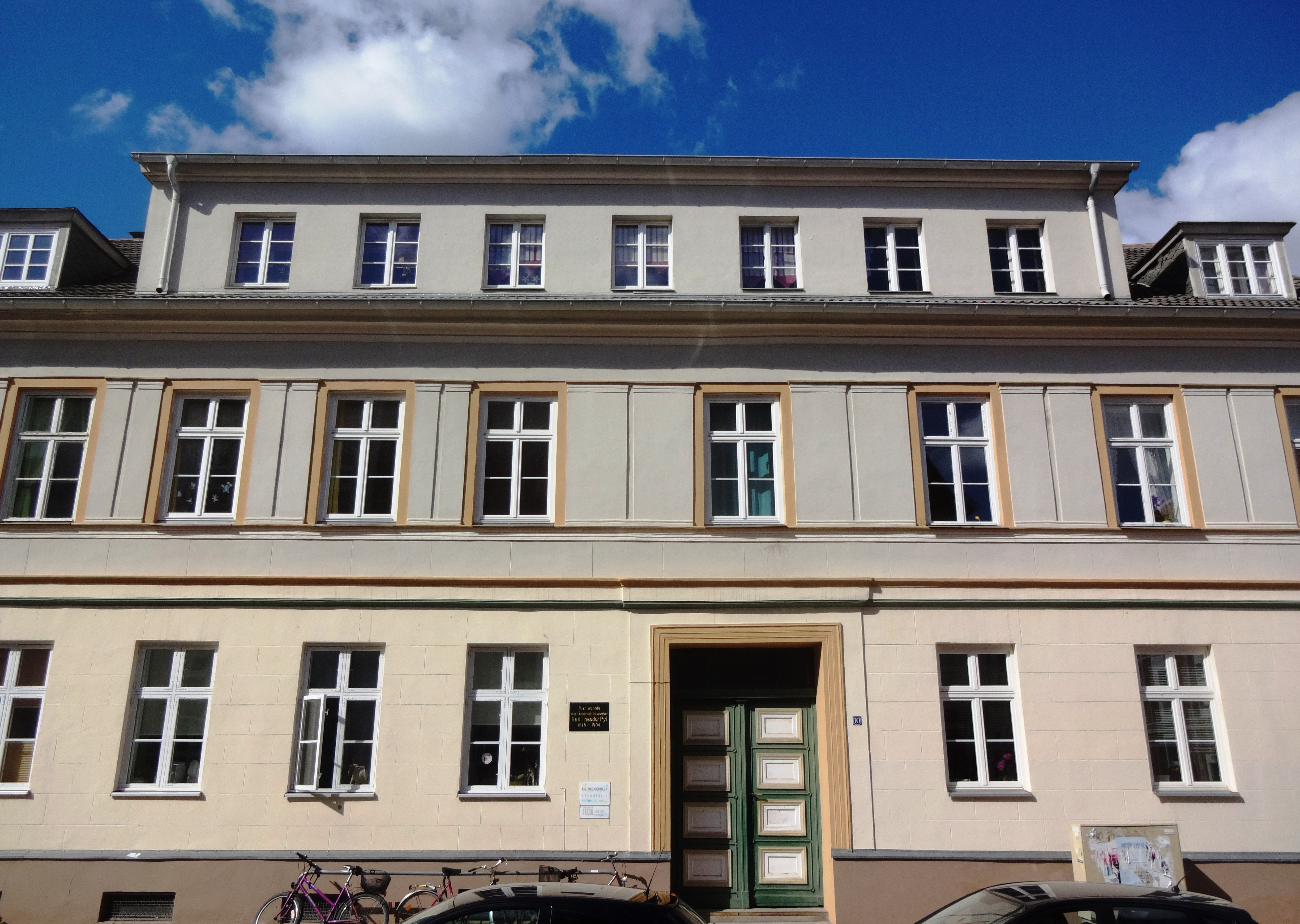
Wohnhaus Theodor Pyl, Fischstraße 10, Greifswald

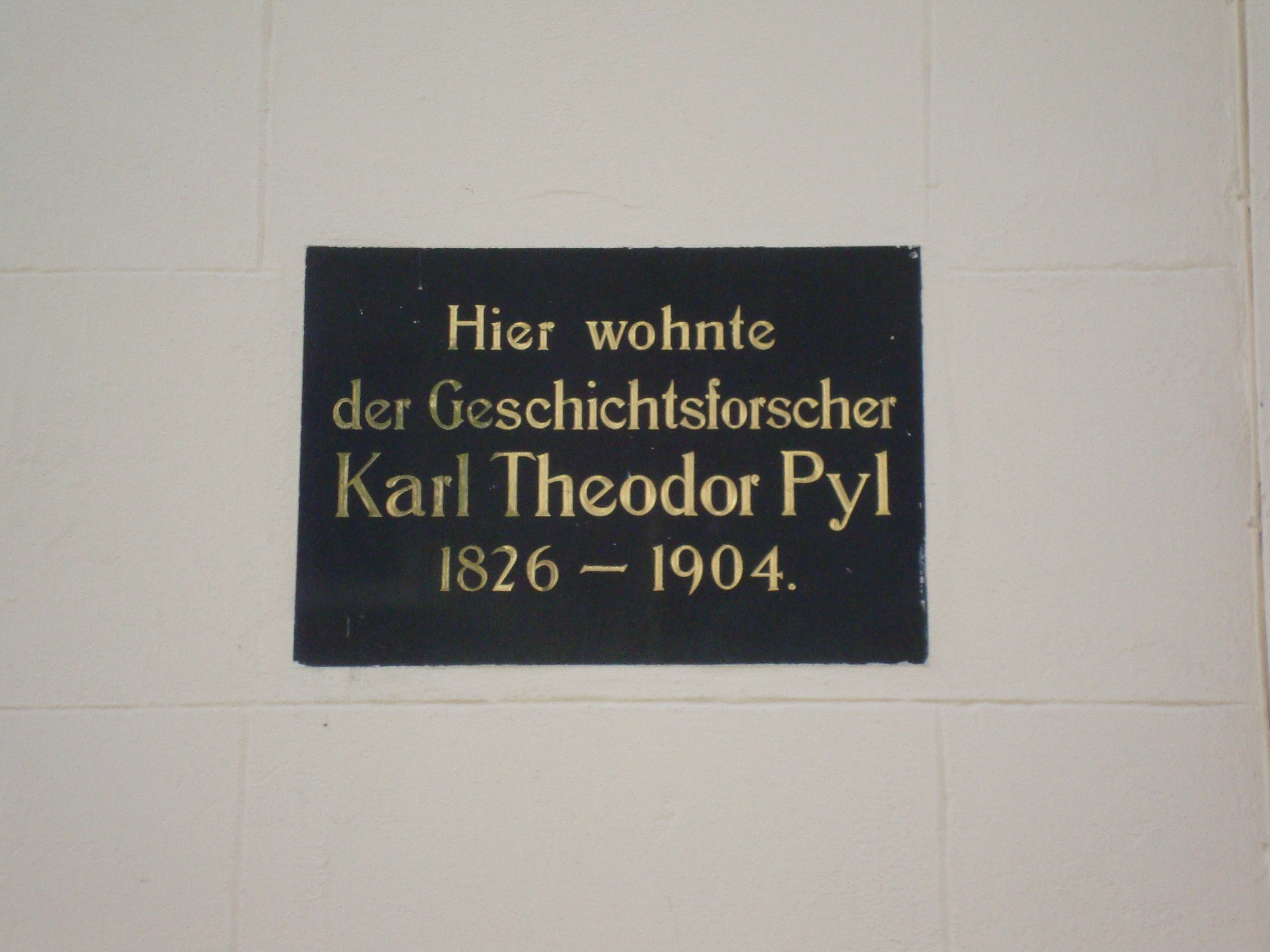
Gedenktafel für Theodor Pyl in der Fischstraße 10 in Greifswald

Karl Theodor Pyl (* 10. November 1826 in Greifswald; † 13. Dezember 1904 ebenda) war ein deutscher Historiker.

## Leben
Die Familie Pyl hat ihren Ursprung in der benachbarten Hansestadt Stralsund. Als Sohn des Greifswalder Rechtsanwalts Gottfried Theodor Pyl (1791–1853) studierte Pyl Kunstgeschichte, Literatur und Philosophie an den Universitäten Greifswald, Göttingen und Berlin. 1853 habilitierte er sich an der Greifswalder Universität. Später wandte er sich auch der Archäologie und der Mythologie zu. 1865 wurde Pyl die Leitung der Rügisch-Pommerschen Abteilung der Gesellschaft für Pommersche Geschichte und Altertumskunde übertragen und er hielt regelmäßig Vorlesungen über Landesgeschichte. Im gleichen Jahr wurde Pyl auch Vorsteher des Akademischen Münzkabinetts in Greifswald. 1879 wurde Pyl zum Professor für Landesgeschichte an der Universität Greifswald berufen.
Theodor Pyl war Vorsitzender des Greifswalder Ausschusses der Gesellschaft für pommersche Geschichte und Altertumskunde und seit dem 24. April 1885 auch Ehrenmitglied des Vereins für Mecklenburgische Geschichte und Altertumskunde. 1895 wurde Pyl der Rote Adlerorden IV. Klasse und 1900 der Kronenorden III. Klasse verliehen.
Verheiratet war Theodor Pyl mit Louise Lucée, der Tochter eines Leutnants aus Verden. Das Paar hatte zwei Kinder: Agnes Pauline (1856–1885) sowie Paul Gottfried Theodor (1860–1935).

## Werk
Pyl ist aus heutiger Sicht als Regionalhistoriker für Vorpommern bedeutsam. Mit der Geschichte des Zisterzienserklosters Eldena sowie der Geschichte der Greifswalder Kirchen und Klöster hat er wichtige wissenschaftliche Beiträge hinterlassen. Pyl schrieb auch historische Novellen und die Dramen Albrecht Dürer, Pontius Pilatus sowie Heinrich Rubenow oder die Stiftung der Hochschule zu Greifswald. Pyl war als Autor für die biographische Enzyklopädie »Allgemeine Deutsche Biographie« tätig und verfasste mehr als 80 Beiträge, vornehmlich über Personen mit Bezug zu Pommern und Rügen. 

## Schriften
- Petrus von Ravenna. In: Baltische Studien. Band 20, Stettin 1864, S. 149–164 (online).
- Margareta von Ravenna: pommersches Lebensbild aus dem fünfzehnten Jahrhundert. Greifswald 1865. (online)
- Vom Hildagestade. Heimatsbilder. Greifswald 1876.
- Geschichte der Greifswalder Kirchen und Klöster, sowie ihrer Denkmäler, Nebst einer Einleitung vom Ursprunge der Stadt Greifswald. 6 Bde. Greifswald: 1885–1900.
- Die Greifswalder Sammlungen, vaterländischer Alterthümer und die Kunstwerke des Mittelalters u. der Renaissance im Besitz der Universität, der Kirchen u. Behörden und der Greifswalder Abtheilung der Gesellschaft für Pommersche Geschichte und Alterthumskunde. Greifswald: 1869.
- Geschichte des Cistertienserklosters Eldena im Zusammenhange mit der Stadt und Universität Greifswald. Greifswald, Bindewald.
  - Teil 1: Innere Einrichtung des Convents, Beschreibung der Gebäude und Grabsteine, Uebersicht des Grundbesitzes und äußere Geschichte des Klosters, mit 6 Abbildungen der Ruine und der Grabsteine. 1880
  - Teil 2: Uebersicht der Quellen und Hülfsmittel, chronologische Reihenfolge der Aebte und Prioren, Regesten zur Geschichte des Klosters, sowie Orts- und Personen-Register. 1882.
  - Nachtrag. 1883
- Kunst und Künstler in Greifswald, ein Beitrag zur Pommerschen Kunstgeschichte. In: Beiträge zur Geschichte und Alterthumskunde Pommerns. Stettin 1898, S. 183–206.

### Artikel in der Allgemeinen Deutschen Biographie
- Wikisource: Link auf alle ADB-Artikel von Theodor Pyl.